# Latia-ルシフェリンモノオキシゲナーゼ (脱メチル化)
Latia-ルシフェリンモノオキシゲナーゼ (脱メチル化)（Latia-luciferin monooxygenase (demethylating)）は、次の化学反応を触媒する酸化還元酵素である。
Latia-ルシフェリン + 還元型受容体 + 2 O2 {\displaystyle \rightleftharpoons } 酸化型Latia-ルシフェリン + CO2 + ギ酸 + 受容体 + H2O + hν
この酵素の基質はLatia-ルシフェリン、還元型受容体とO2で、生成物は酸化型Latia-ルシフェリン、二酸化炭素、ギ酸、受容体、H2Oとhνである。補因子としてFADとフラボタンパク質を用いる。
この酵素は酸化還元酵素に属し、基質に特異的に作用する。酸素は酸化剤として還元されると同時に基質に取り込まれる。組織名はLatia-luciferin,hydrogen-donor:oxygen oxidoreductase (demethylating)で、別名にluciferase (Latia luciferin)、Latia luciferin monooxygenase (demethylating)がある。